# Korndals pappersbruk
Korndals bruk var ett anläggning inom pappersindustrin som låg i Mölndal.

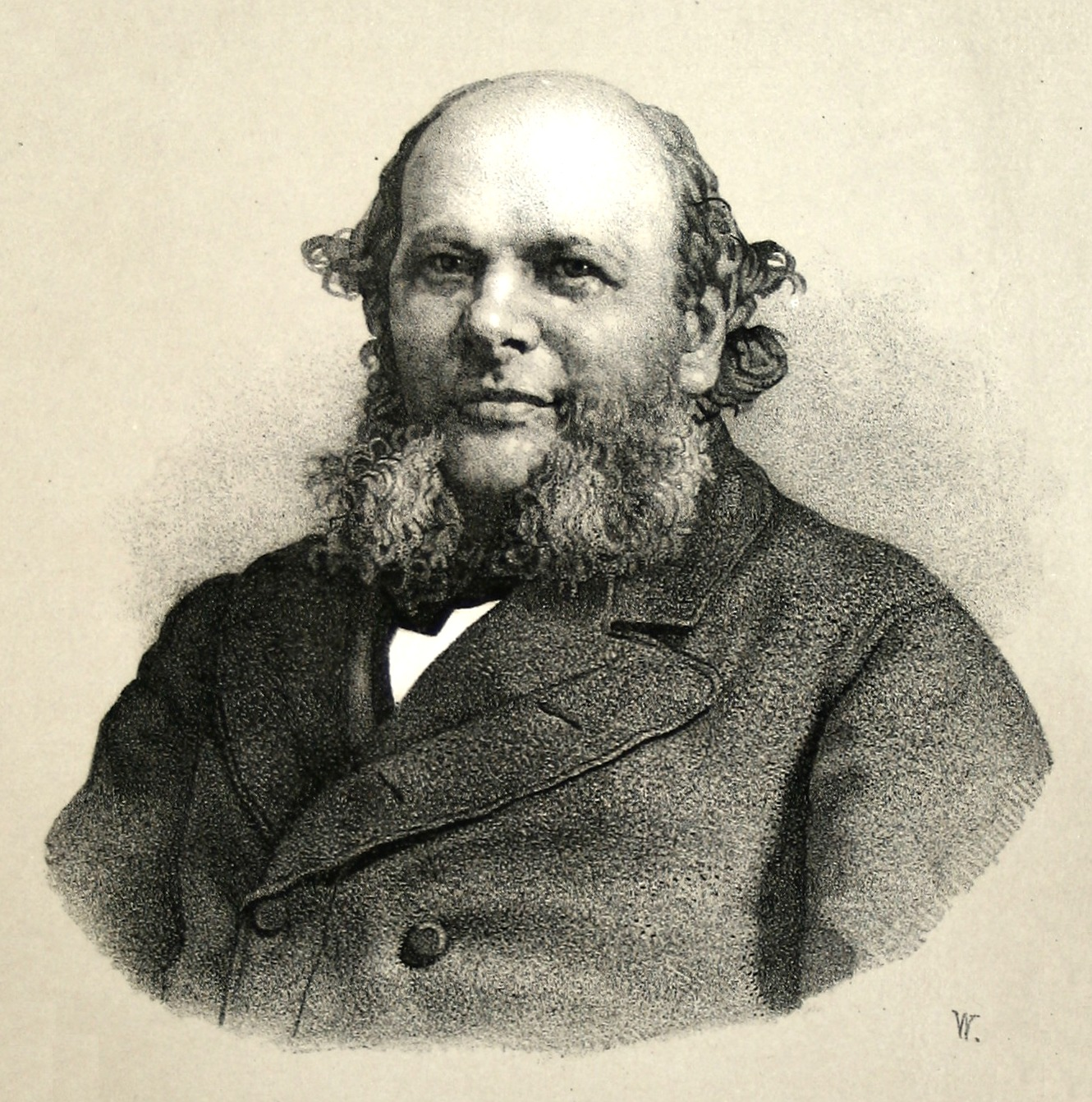
David Otto Francke.

Korndals pappersbruk anlades år 1763 och var 100 år senare genom David Otto Franckes försorg Sveriges största, Korndals Fabrikers AB. Bruket blev först i Sverige att använda slipmassa för framställning av papper. Massan kom från Önan i Trollhättan, Sveriges första slipmassefabrik, som ägdes av samma bolag som Korndal. 
Strax före sekelskiftet gick pappersbruket i konkurs, men verksamheten upptogs av ett nybildat bolag, AB Papyrus. Papyrus byggde om anläggningen helt och installerade helt nya maskiner. Dessutom uppfördes en massafabrik.